# Ramal de Glòries
El ramal de Glòries és un ramal de ferrocarril que es troba a Barcelona. Aquest ramal és la connexió que possibilita l'enllaç entre l'estació de Passeig de Gràcia i l'Estació de França. Aquest enllaç doncs possibilita la connexió entre les línies Barcelona-Tarragona i Barcelona-Portbou.
El ramal està format pel túnel que arriba fins a l'Estació de França i les bifurcacions corresponents:
- Bifurcació Aragó: connexió amb el túnel d'Aragó per anar/tornar de l'estació de Passeig de Gràcia.
- Bifurcació Clot: bifurcació a la sortida de l'Estació de França per anar a l'estació el Clot - Aragó, passant per la bifurcació Marina.
- Bifurcació Glòries: bifurcació a la sortida del Clot - Aragó per anar a l'Estació de França.
- Bifurcació Marina: connexió amb el túnel de Meridiana o el Clot - Aragó.